# (21915) Lavins
Lavins (asteroide n.º 21915) es un asteroide del cinturón principal. Posee una excentricidad de 0.11929340 y una inclinación de 4.39246º.
Este asteroide fue descubierto el día 3 de noviembre de 1999 por LINEAR, en Socorro.

## Lista de asteroides
- Asteroide del cinturón principal